# 﨑秀五郎
﨑 秀五郎（さき しゅうごろう、1975年（昭和50年）11月25日 - ）は、民謡・端唄の三味線演奏家、胡弓演奏家でもある。愛知県名古屋市に生まれる。
幼少より父、崎五郎に師事し、後に本條流家元本條秀太郎に師事。
高校卒業後上京し、本條の内弟子となる。
本條秀五郎の名を許され、本條秀太郎の脇三味線として、テレビ・ラジオ・舞台・レコーディングで演奏活動を行う。
ソロリサイタルを出身地の名古屋と東京で行う。
本條秀太郎三味線音楽院の本部講師として、全国各地にある本條流教場にて家元の代稽古を務めた後、2021年より独立。本名の﨑秀五郎として活動を始める。
また、2015年に民謡歌手水野詩都子と共に中部東海地方の民謡を歌い継ぐ「東海風流プロジェクト」を立ち上げ、精力的に取り組んでいる。
2019年には第25回くまもと全国邦楽コンクールにて江戸端唄「綱は上意」を演奏し最優秀賞・文部科学大臣賞を受賞。

## 活動

### TVドラマ
- 新・半七捕物帳 第2話「湯屋の二階」（NHK）- 三味線方
- 龍馬伝（2010年、NHK大河ドラマ） - 三味線指導
- 隠密八百八町（2011年、NHK土曜時代劇） - 三味線

### 映画
- 寝ずの番(2006) 三味線指導・演奏